# Ron Stander
Ron Stander (Columbia, Carolina del Sur; 17 de octubre de 1944-Omaha, Nebraska; 8 de marzo de 2022) fue un boxeador profesional estadounidense de la categoría del peso pesado, cuya trayectoria abarca desde 1969 hasta 1982. 

## Carrera pujilística
Lo más destacado de su carrera profesional se produjo el 25 de mayo de 1972 cuando se enfrentó a Joe Frazier por el campeonato mundial de peso pesado en Omaha, Nebraska. Stander perdió ante el campeón Joe Frazier por nocaut técnico en el quinto asalto cuando el médico ordenó detener la pelea después del cuarto asalto. Antes de su pelea contra Frazier, Stander había logrado una victoria por nocaut en el quinto asalto ante Earnie Shavers en 1970 y una victoria a los puntos ante Thad Spencer en 1971.
| N.º | Resultado | Balance | Rival              |      | Asalto | Fecha      | Localidad      |
| --- | --------- | ------- | ------------------ | ---- | ------ | ---------- | -------------- |
| 61  | Derrota   | 37-21-3 | Otis Bates         | KOT  | 5 (10) | 6/7/1982   | Little Rock    |
| 60  | Derrota   | 37-20-3 | Les Myers          | KOT  | 6 (10) | 24/10/1981 | Dodge City     |
| 59  | Derrota   | 37-19-3 | Jeff May           | PTS  | 4      | 25/6/1981  | Milwaukee      |
| 58  | Nulo      | 37-18-3 | Otis Bates         | PTS  | 10     | 27/7/1980  | Omaha          |
| 57  | Derrota   | 37-18-2 | Jeff Shelburg      | PTS  | 10     | 24/5/1980  | Salt Lake City |
| 56  | Derrota   | 37-17-2 | James Tillis       | KOT  | 7 (10) | 3/3/1980   | Chicago        |
| 55  | Derrota   | 37-16-2 | Scott Frank        | RET. | 1 (10) | 8/1/1980   | Totowa         |
| 54  | Derrota   | 37-15-2 | Tom Fischer        | PTS  | 10     | 24/8/1979  | Cincinnati     |
| 53  | Victoria  | 37-14-2 | Jim Pearish        | KOT  | 5 (10) | 16/8/1979  | North Platte   |
| 52  | Derrota   | 36-14-2 | James Dixon        | PTS  | 12     | 25/6/1979  | Omaha          |
| 51  | Derrota   | 36-13-2 | James Dixon        | PTS  | 10     | 28/4/1979  | Omaha          |
| 50  | Victoria  | 36-12-2 | Rick Howe          | RET. | 6 (10) | 3/4/1979   | Marshalltown   |
| 49  | Victoria  | 35-12-2 | Charles Atlas      | KO   | 1 (10) | 29/11/1978 | Council Bluffs |
| 48  | Victoria  | 34-12-2 | Charley Polite     | PTS  | 10     | 25/10/1978 | Omaha          |
| 47  | Victoria  | 33-12-2 | Bill Jackson       | KO   | 1 (10) | 26/7/1978  | Omaha          |
| 46  | Victoria  | 32-12-2 | Jesús Montes       | KO   | 3 (10) | 20/6/1978  | Little Rock    |
| 45  | Victoria  | 31-12-2 | Clyde Mudgett      | KOT  | 4 (10) | 23/3/1978  | Omaha          |
| 44  | Derrota   | 30-12-2 | Horace Robinson    | KOT  | 5 (10) | 30/11/1977 | White Plains   |
| 43  | Victoria  | 30-11-2 | Raúl Hernández     | KO   | 4 (10) | 15/11/1977 | Oklahoma City  |
| 42  | Derrota   | 29-11-2 | Boone Kirkman      | KOT  | 7 (10) | 19/7/1977  | Seattle        |
| 41  | Derrota   | 29-10-2 | Gerrie Coetzee     | RET. | 8 (10) | 17/7/1976  | Kensington     |
| 40  | Victoria  | 29-9-2  | Beau Wiliford      | KOT  | 3 (10) | 1/6/1976   | Oklahoma City  |
| 39  | Derrota   | 28-9-2  | Ken Norton         | KOT  | 5 (12) | 30/4/1976  | Landover       |
| 38  | Victoria  | 28-8-2  | Willie Jackson     | RET. | 1 (10) | 6/1/1976   | Oklahoma City  |
| 37  | Derrota   | 27-8-2  | Scott LeDoux       | PTS  | 10     | 10/12/1975 | Bloomington    |
| 36  | Victoria  | 27-7-2  | Terry Daniels      | KOT  | 1 (10) | 20/11/1975 | Omaha          |
| 35  | Victoria  | 26-7-2  | Morris Jackson     | KOT  | 2 (12) | 4/9/1975   | Omaha          |
| 34  | Victoria  | 25-7-2  | Bruce Scott        | KOT  | 2 (10) | 5/8/1975   | Oklahoma City  |
| 33  | Derrota   | 24-7-2  | Fred Askew         | PTS  | 10     | 7/5/1975   | Mineápolis     |
| 32  | Derrota   | 24-6-2  | Rodney Bobick      | PTS  | 10     | 31/7/1974  | Bloomington    |
| 31  | Nulo      | 24-5-2  | Morris Jackson     | PTS  | 10     | 22/3/1974  | Omaha          |
| 30  | Derrota   | 24-5-1  | Charlie James      | PTS  | 10     | 19/2/1974  | Honolulu       |
| 29  | Derrota   | 24-4-1  | Jeff Merritt       | KOT  | 3 (10) | 28/11/1973 | Cleveland      |
| 28  | Victoria  | 24-3-1  | Walker Smith       | KOT  | 3 (10) | 10/9/1973  | Providence     |
| 27  | Derrota   | 23-3-1  | John Jordan        | PTS  | 10     | 29/3/1973  | Portland       |
| 26  | Derrota   | 23-2-1  | Joe Frazier        | RET. | 4 (15) | 25/5/1972  | Omaha          |
| 25  | Victoria  | 23-1-1  | Johnny Mac         | PTS  | 10     | 20/3/1972  | Council Bluffs |
| 24  | Victoria  | 22-1-1  | Mike Boswell       | PTS  | 10     | 14/2/1972  | Omaha          |
| 23  | Derrota   | 21-1-1  | Rico Brooks        | PTS  | 10     | 22/1/1972  | Denver         |
| 22  | Victoria  | 21-0-1  | Clyde Brown        | KOT  | 3 (6)  | 20/12/1971 | Elgin          |
| 21  | Victoria  | 20-0-1  | Jesse Crown        | KO   | 3 (10) | 26/10/1971 | Omaha          |
| 20  | Victoria  | 19-0-1  | Manuel Ramos       | PTS  | 10     | 26/8/1971  | Omaha          |
| 19  | Victoria  | 18-0-1  | Jack O'Halloran    | PTS  | 10     | 29/7/1971  | Omaha          |
| 18  | Victoria  | 17-0-1  | Lee Carr           | KO   | 6 (10) | 24/5/1971  | Omaha          |
| 17  | Victoria  | 16-0-1  | Thad Spencer       | PTS  | 10     | 23/4/1971  | Omaha          |
| 16  | Victoria  | 15-0-1  | Frank Bullard      | KO   | 6 (10) | 30/3/1971  | Omaha          |
| 15  | Victoria  | 14-0-1  | Joe Murphy Goodwin | KOT  | 2 (10) | 3/11/1970  | Oklahoma City  |
| 14  | Nulo      | 13-0-1  | Manuel Ramos       | PTS  | 10     | 17/9/1970  | Omaha          |
| 13  | Victoria  | 13-0    | Bill Hardney       | KO   | 1 (8)  | 28/8/1970  | Omaha          |
| 12  | Victoria  | 12-0    | Ray Ellis          | KOT  | 3 (8)  | 17/7/1970  | Omaha          |
| 11  | Victoria  | 11-0    | Eddie Dembry       | PTS  | 8      | 8/6/1970   | Omaha          |
| 10  | Victoria  | 10-0    | Earnie Shavers     | KO   | 5 (8)  | 11/5/1970  | Omaha          |
| 9   | Victoria  | 9-0     | Woody Parks        | KOT  | 1 (6)  | 9/4/1970   | Omaha          |
| 8   | Victoria  | 8-0     | Joe Harris         | KO   | 4 (6)  | 23/3/1970  | Milwaukee      |
| 7   | Victoria  | 7-0     | Lee Powell         | KO   | 1 (6)  | 2/3/1970   | Omaha          |
| 6   | Victoria  | 6-0     | Roy Rodríguez      | PTS  | 6      | 29/1/1970  | Waterloo       |
| 5   | Victoria  | 5-0     | Joe Byrd           | PTS  | 6      | 19/12/1969 | Omaha          |
| 4   | Victoria  | 4-0     | Wilbert Elbert     | KO   | 1 (6)  | 17/11/1969 | Omaha          |
| 3   | Victoria  | 3-0     | Lee Estes          | KOT  | 2 (5)  | 29/9/1969  | Milwaukee      |
| 2   | Victoria  | 2-0     | Red Ferris         | KO   | 1 (4)  | 15/8/1969  | Sioux Fallas   |
| 1   | Victoria  | 1-0     | Bobby Street       | KO   | 1 (4)  | 7/8/1969   | Milwaukee      |

| Notas |
| --- |
| Se proclama campeón del peso pesado de los estados de Iowa y Nebraska al vencer a Morris Jackson por KOT en el 2º asalto (4 de septiembre de 1975).                                   |
| Disputa el título hawaiano de los pesos pesados ante Charlie James, quien ganó a los puntos en 10 asaltos (19 de febrero de 1974)                                                     |
| Disputa el título mundial de los pesos pesados de la Asociación y del Consejo Mundial de Boxeo ante el campeón Joe Frazier. La victoria correspondió a Frazier. (25 de mayo de 1972). |